# Esteban I de Baviera
Esteban I de Baviera (14 de marzo de 1271 - 10 de diciembre de 1310) fue duque de Baja Baviera de 1290 a 1310 como co-reinante de sus hermanos mayores Otón III († 1312) y Luis III († 1296).
Esteban nació en Landshut, era hijo de Enrique XIII de Baviera y de Isabel de Hungría. Sus abuelos maternos fueron Béla IV de Hungría y María Laskarina.
Su madre introdujo el nombre de Esteban en la dinastía Wittelsbach con su hijo menor. Ella era hermana de Esteban V de Hungría y pudo haber llamado a este hijo después de él.
Para reducir la influencia de los Wittelsbach el Papa Nicolás IV negó su carrera espiritual en Salzburgo y Esteban se convirtió en un co-reinante de sus hermanos. Durante la ausencia de Otón III en Hungría 1305-1308 Esteban fue el único duque gobernante de Baja Baviera. Esteban era un enemigo de los Habsburgo y murió el 10 de diciembre de 1310 durante una guerra contra Federico I de Austria.

## Matrimonio y descendencia
En 1299, Esteban se casó con Jutta de Schweidnitz. Ella era hija del duque Bolko I de Jawor y Świdnica y Beatriz de Brandenburgo. Sus abuelos maternos eran Otón V de Brandeburgo-Salzwedel y Jutta de Hennenberg. Tuvieron ocho hijos:
1. Inés de Wittelsbach (1301 - 7 de diciembre de 1316). Ingresó en el monasterio cisterciense de Seligenthal como monja.
2. Beatriz de Wittelsbach (1302 - 29 de abril de 1360). Se casó con Enrique III de Gorizia. Regente de su hijo Juan Enrique IV de Gorizia.
3. Federico de Wittelsbach (c. 1303). Considerado haber muerto joven.
4. Judith de Wittelsbach (c. 1304). Considerada haber muerto joven.
5. Enrique XIV de Baviera (29 de septiembre de 1305 - 1 de septiembre de 1339).
6. Isabel de Wittelsbach (1306 - 25 de marzo de 1330). Casada con el duque Otón de Austria.
7. Otón IV de Baja Baviera (3 de enero de 1307 - 14 de diciembre de 1334).
8. Ludwig de Wittelsbach (c. 1308). Considerado haber muerto joven.